# 佩德罗·华金·查莫罗·阿尔法罗

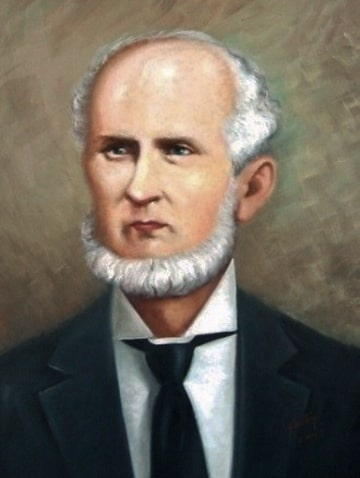

佩德罗·华金·查莫罗·阿方索（西班牙語：Pedro Joaquín Chamorro y Alfaro；1818年6月29日—1890年6月7日），尼加拉瓜政治人物，出身查莫罗家族，曾于1875年至1879年担任尼加拉瓜总统:216。